# Шевролет
Шевролет (на английски: Chevrolet, МФАʃɛvrəˈleɪ, близо до Шеврълѐй, в България известна като Шевролѐт), е марка автомобили, произвеждани от едноименното икономически самостоятелно подразделение на корпорацията Дженеръл Моторс. В САЩ марката неофициално е наричана и Chevy (Ше́ви).
Шевролет е най-популярната марка на концерна Дженеръл Мотърс: през 2007 г. са продадени около 2,6 млн. автомобила. Към 2010 г. Шевролет действа вече в 140 страни, а общият обем продажби за 2011 г. поставя рекорд от 4,76 млн. продадени коли по целия свят.

## История
Компанията Шевролет е създадена на 3 ноември 1911 г. от Уилям Дюрант (който е основал и компанията Дженеръл Мотърс през 1908 г.), заедно с известния автомобилен състезател и инженер Луи Шевроле и инвеститорите Уилям Литъл и Едуин Кампбел. Компанията е наречена в чест на Луи Шевроле, който тогава е в състава на състезателния отбор на Дейвид Буик и е негов любимец.

### В Европа
В Европа марката е представена официално през 2005 г. Под бранда (марката) Шевролет се продават главно южнокорейски модели на Daewoo.
Към края на 2015 г. се планира постепенно прекратяване на продажбите на автомобили Шевролет в Европа. Вместо това концернът Дженеръл Мотърс смята да пласира своите европейски брандове – Опел и Воксол, а също да разшири дилърската си мрежа на премиалния бранд Кадилак. Предполага се, че марката Шевролет ще остане само за знакови американски модели (като Шевролет Корвет например).

## Модели
- 150
- 210
- Apache
- Astro
- Avalanche
- Aveo
- Bel Air (1950 – 1976)
- Beretta (1987 – 1996)
- Biscayne (1958 – 1972)
- Blazer
- Brookwood
- C/K (1960 – 1999)
- Camaro (1967 – 2002, 2009 – до днес)
- Caprice (1965 – 1996)
- Captiva
- Cavalier (1982 – 2004)
- Celebrity
- Chevelle (1964 – 1977)
- Chevette (1976 – 1987)
- Citation
- Cobalt
- Colorado (2004 – до днес)
- Corsica (1987 – 2000)
- Corvair (1960 – 1969)
- Corvette (1953 – до днес)
- Cruze (2009 – до днес)
- Deluxe (1941 – 1952)
- Del Ray (1958)
- El Camino
- Epica
- Equinox
- Evanda
- Express
- Fleetline
- Fleetmaster
- Forester (2004 – 2005)
- HHR (2005 – 2011)
- Impala (1957 – 1985, 1994 – 1996, 2000 – 2020)
- Laguna (Laguna)
- Lacetti
- Lanos (Lanos)
- Lumina
- Mako Shark (1961)
- Malibu
- Monte Carlo
- Monza (1975 – 1980)
- Niva (2002 – до днес)
- Nomad
- Nova
- Optra
- Orlando
- Prisma[5]
- Rezzo
- Silverado
- Spark
- Sprint
- SSR (2004 – до днес)
- Styleline
- Suburban (1936 – до днес)
- S-10
- Tahoe
- TrailBlazer
- Tracker
- Uplander
- Vega (1971 – 1977)
- Volt
- Viva (2004 – 2008)
- Venture (1997 – 2005)